# Cambridgea insulana
Cambridgea insulana är en spindelart som beskrevs av A. David Blest och Vink 2000. Cambridgea insulana ingår i släktet Cambridgea och familjen Stiphidiidae. Inga underarter finns listade.